# Centrale nucleare di Obninsk
La centrale nucleare di Obninsk (in russo Обнинская АЭС), chiamata anche APS-1 Obninsk, è stato il primo impianto nucleare per elettrogenerazione al mondo. Nato come reattore per la produzione di plutonio weapon-grade (cioè contenente almeno il 90% di isotopo 239) per bomba nucleare, le fu aggiunta una turbina da 5MW per la produzione di energia elettrica nel 1954. L'impianto è situato presso la città di Obninsk, nell'oblast' di Kaluga.